# 福音堂医院旧址
38°56′17″N 100°26′45″E / 38.93806°N 100.44583°E
福音堂医院旧址，位于中国甘肃省张掖市甘州区，1993年被列为甘肃省文物保护单位。
福音堂医院是高金城烈士在张掖创办的一所基督教医院，曾为营救西路军将士作出重要贡献。2013年进行重修。